# Affaire Testut
Pour les articles homonymes, voir Testut.
L'affaire Testut, instruite par les juges Benoît Persyn et Philippe Vandingenen, porte sur des prélèvements abusifs réalisés par les sociétés de Bernard Tapie, alors député des Bouches-du-Rhône, sur l'entreprise de pesage Testut.

## Description
L'affaire porte notamment sur trois abus :
- un « prêt » non déclaré de 21 millions de francs, réalisé par l'entreprise Testut au profit du club de football de l’Olympique de Marseille, via la Société de banque occidentale (SDBO), afin de financer l'achat du joueur anglais Chris Waddle[1],[2].
- un emprunt obligataire de 100 millions de francs réalisé par l'entreprise Testut, dont Bernard Tapie est le PDG jusqu'en avril 1992. Il est émis par le Crédit lyonnais, le Crédit agricole et les AGF. Environ un tiers sert à racheter à la Financière et Immobilière Bernard Tapie (FIBT), un holding contrôlé en direct par Bernard Tapie, l'entreprise Trayvou, spécialisée dans le pesage de matériels lourds. Pourtant, Trayvou continuant de cumuler les pertes, le conseil d'administration de Testut, réuni le 29 décembre 1992, décide de céder Trayvou pour 1 franc symbolique à la société en nom collectif (SNC) Groupe Bernard Tapie, autre holding directement contrôlé par Bernard Tapie et sa femme. L'entreprise Testut abandonne ainsi une créance de 41 millions de francs qu'elle détenait en compte courant chez Trayvou, qui profite à la société de Bernard Tapie[3].
- le financement de la campagne électorale, lors des élections régionales de mars 1992 dans les Alpes-Maritimes, du célèbre cancérologue Léon Schwartzenberg, et ce à hauteur de 190 000 francs. L'élection de Léon Schwartzenberg sera annulée par le Conseil d'État, en décembre 1992[2].

## Condamnations
Le 22 décembre 1993, une fois son immunité parlementaire levée, Bernard Tapie est mis en examen pour « abus de biens sociaux » aux dépens de la société Testut. Il est condamné le 1er juillet 1996 par le tribunal de Béthune (Pas-de-Calais), à deux ans de prison avec sursis, à 300 000 francs d'amende et à cinq ans d'interdiction de gérer,.
Les deux juges d'instruction de Béthune, Benoît Persyn et Philippe Vandingenen, s'interrogent également sur l'attitude des commissaires aux comptes et des dirigeants de la Société de banque occidentale (SDBO), et demandent donc leur perquisition. Ils s'interrogent sur le fait que les premiers ont fermé les yeux sur certaines opérations de Testut, et parce que les seconds ont soutenu, au-delà du raisonnable, l'activité de cette entreprise.
Après de longues procédures, la Cour de cassation confirme en 2004 la solidarité entre auteurs et complices des délits dans cette affaire en vue de payer les dommages-intérêts.